# جام در جام اروپا ۸۹–۱۹۸۸
فصل ۸۹–۱۹۸۸، از مسابقات فوتبال جام برندگان جام اروپا، با برتری ۲ بر ۰ بارسلونا مقابل سمپدوریا، در فینال این رقابت‌ها و در ورزشگاه وانکدورف به پایان رسید.

## دور مقدماتی
| تیم ۱       | نتیجه‌نهایی | تیم ۲               | بازی رفت | بازی برگشت |
| ----------- | ---------- | ------------------- | -------- | ---------- |
| Békéscsabai | 4–2        | باشگاه فوتبال برینا | ۳–۰      | ۱–۲        |

## دور اول
| تیم ۱                           | نتیجه‌نهایی | تیم ۲                            | بازی رفت | بازی برگشت |
| ------------------------------- | ---------- | -------------------------------- | -------- | ---------- |
| Derry City                      | 0–4        | باشگاه فوتبال کاردیف سیتی        | 0–0      | 0–4        |
| Glenavon                        | 2–7        | باشگاه ورزشی آرهوس               | 1–4      | 1–3        |
| باشگاه فوتبال فرم               | 0–7        | باشگاه فوتبال بارسلونا           | 0–2      | 0–5        |
| Flamurtari Vlorë                | ۲–۴        | باشگاه فوتبال لخ پوزنان          | 2–3      | 0–1        |
| Internacionál Bratislava        | 2–8        | باشگاه فوتبال زسکا صوفیه         | ۲–۳      | ۰–۵        |
| باشگاه فوتبال اومانیا           | ۰–۳        | باشگاه فوتبال پاناتینایکوس       | 0–1      | 0–2        |
| باشگاه فوتبال رودا جی‌سی کرکراد  | 2–1        | باشگاه فوتبال ویتوریا گیمارش     | 2–0      | 0–1        |
| باشگاه فوتبال بوراتس بانیا لوکا | ۲–۴        | باشگاه فوتبال متالیست خارکوف     | 2–0      | 0–4        |
| باشگاه فوتبال گراس‌هاپر زوریخ    | 0–1        | باشگاه فوتبال آینتراخت فرانکفورت | 0–0      | 0–1        |
| باشگاه ورزشی ساکاریاسپور        | 2–1        | Békéscsabai                      | ۲–۰      | ۰–۱        |
| باشگاه فوتبال مشلان             | 8–1        | Avenir Beggen                    | 5–0      | 3–1        |
| باشگاه فوتبال متس               | 1–5        | باشگاه فوتبال اندرلشت            | 1–3      | 0–2        |
| Floriana                        | 0–1        | باشگاه فوتبال داندی یونایتد      | 0–0      | 0–1        |
| باشگاه فوتبال دینامو بخارست     | 6–0        | باشگاه فوتبال کوسیسی             | ۳–۰      | ۳–۰        |
| باشگاه فوتبال کارل زایس ینا     | 5–1        | Kremser SC                       | 5–0      | 0–1        |
| باشگاه فوتبال نورشوپینگ         | 2–3        | باشگاه فوتبال سمپدوریا           | 2–1      | 0–2        |

## دور دوم
| تیم ۱                            | نتیجه‌نهایی                      | تیم ۲                        | بازی رفت | بازی برگشت      |
| -------------------------------- | ------------------------------- | ---------------------------- | -------- | --------------- |
| باشگاه فوتبال کاردیف سیتی        | 1–6                             | باشگاه ورزشی آرهوس           | 1–2      | 0–4             |
| باشگاه فوتبال بارسلونا           | 2–2 (5–4 ضربات پنالتی (فوتبال)) | باشگاه فوتبال لخ پوزنان      | 1–1      | 1–1 (وقت اضافه) |
| باشگاه فوتبال زسکا صوفیه         | ۳–۰                             | باشگاه فوتبال پاناتینایکوس   | 2–0      | 1–0             |
| باشگاه فوتبال رودا جی‌سی کرکراد   | 1–0                             | باشگاه فوتبال متالیست خارکوف | 1–0      | 0–0             |
| باشگاه فوتبال آینتراخت فرانکفورت | 6–1                             | باشگاه ورزشی ساکاریاسپور     | 3–1      | 3–0             |
| باشگاه فوتبال مشلان              | 3–0                             | باشگاه فوتبال اندرلشت        | 1–0      | 2–0             |
| باشگاه فوتبال داندی یونایتد      | 1–2                             | باشگاه فوتبال دینامو بخارست  | ۰–۱      | ۱–۱             |
| باشگاه فوتبال کارل زایس ینا      | 2–4                             | باشگاه فوتبال سمپدوریا       | 1–1      | 1–3             |

## یک‌چهارم نهایی
| تیم ۱                            | نتیجه‌نهایی                      | تیم ۲                          | بازی رفت | بازی برگشت      |
| -------------------------------- | ------------------------------- | ------------------------------ | -------- | --------------- |
| باشگاه ورزشی آرهوس               | 0–1                             | باشگاه فوتبال بارسلونا         | 0–1      | 0–0             |
| باشگاه فوتبال زسکا صوفیه         | ۳–۳ (۴–۳ ضربات پنالتی (فوتبال)) | باشگاه فوتبال رودا جی‌سی کرکراد | 2–1      | 1–2 (وقت اضافه) |
| باشگاه فوتبال آینتراخت فرانکفورت | 0–1                             | باشگاه فوتبال مشلان            | 0–0      | 0–1             |
| باشگاه فوتبال دینامو بخارست      | ۱–۱ (قانون گل زده در خانه حریف) | باشگاه فوتبال سمپدوریا         | 1–1      | 0–0             |

## نیمه‌نهایی
| تیم ۱                  | نتیجه‌نهایی | تیم ۲                    | بازی رفت | بازی برگشت |
| ---------------------- | ---------- | ------------------------ | -------- | ---------- |
| باشگاه فوتبال بارسلونا | 6–3        | باشگاه فوتبال زسکا صوفیه | ۴–۲      | ۲–۱        |
| باشگاه فوتبال مشلان    | 2–4        | باشگاه فوتبال سمپدوریا   | 2–1      | 0–3        |

## فینال
| باشگاه فوتبال بارسلونا                  | ۲–۰    | باشگاه فوتبال سمپدوریا |
| --------------------------------------- | ------ | ---------------------- |
| خولیو سالیناس ۴' · لوییس لوپز رکارت ۷۹' | Report |                        |

## گلزنان برتر
| رتبه | بازیکن             | تیم                         | گل |
| ---- | ------------------ | --------------------------- | -- |
| ۱    | هریستو استویچکوف   | باشگاه فوتبال زسکا صوفیه    | ۷  |
| ۲    | لوبوسلاو پنو       | باشگاه فوتبال زسکا صوفیه    | ۶  |
| ۳    | روبرت فرناندز      | باشگاه فوتبال بارسلونا      | ۵  |
| ۳    | جانلوکا ویالی      | باشگاه فوتبال سمپدوریا      | ۵  |
| ۵    | جیمی گیلیگان       | باشگاه فوتبال کاردیف سیتی   | ۴  |
| ۵    | گری لینکر          | باشگاه فوتبال بارسلونا      | ۴  |
| ۵    | Frank Pingel       | باشگاه ورزشی آرهوس          | ۴  |
| ۵    | Claudiu Vaișcovici | باشگاه فوتبال دینامو بخارست | ۴  |
| ۹    | جون بوسمان         | باشگاه فوتبال مشلان         | ۳  |
| ۹    | امیل کوستادینف     | باشگاه فوتبال زسکا صوفیه    | ۳  |
| ۹    | بیورن کریستنسن     | باشگاه ورزشی آرهوس          | ۳  |
| ۹    | Eddie Krnčević     | باشگاه فوتبال اندرلشت       | ۳  |
| ۹    | الی اوهانا         | باشگاه فوتبال مشلان         | ۳  |